# Władysław Serafin

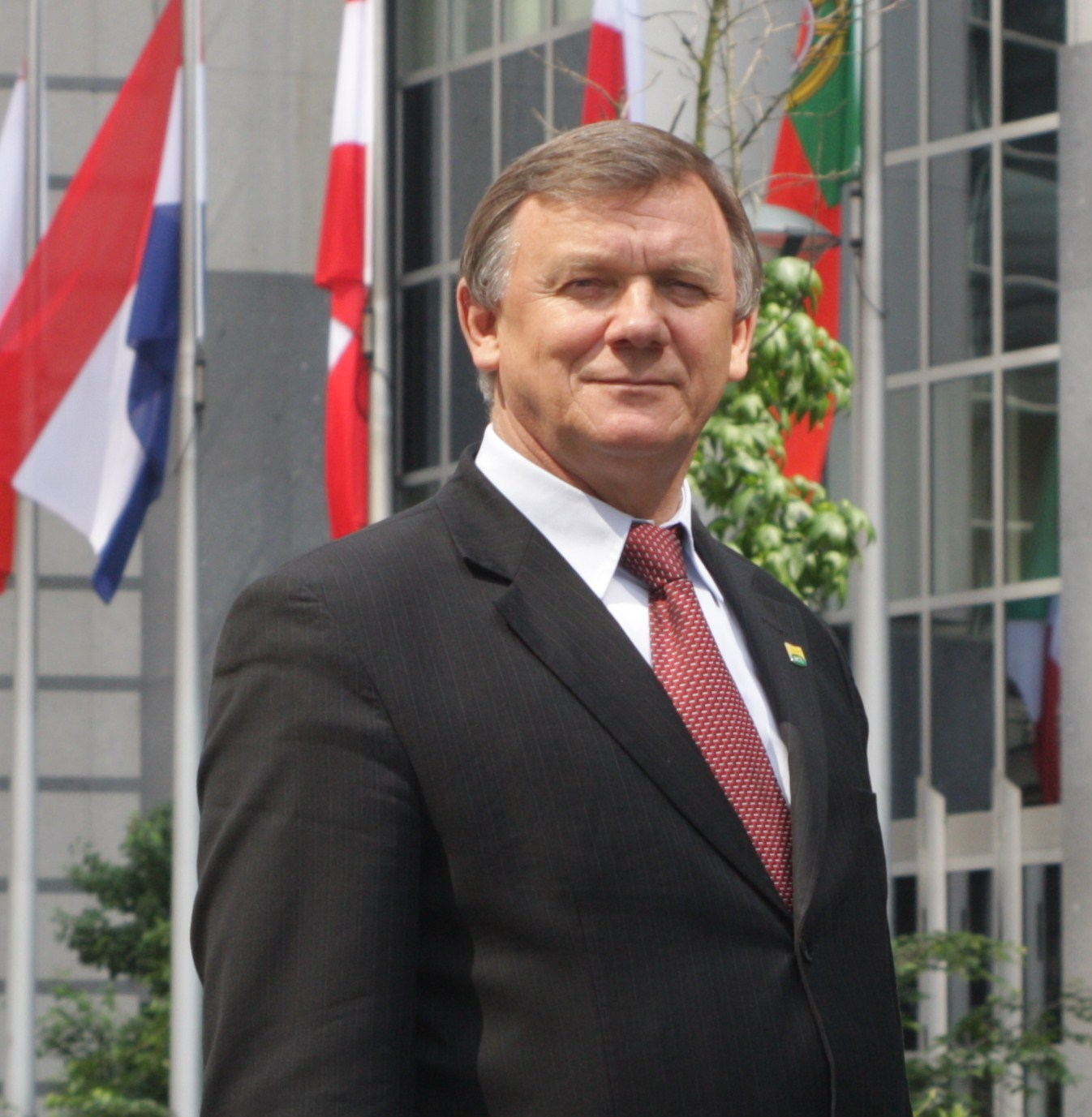
Władysław Serafin (2009)

Władysław Serafin (* 24. Juli 1950 in Piaseczno) ist ein polnischer Politiker (PZPR, PSL). Er gehörte von 1989 bis 1997 dem Sejm in der X. (Volksrepublik), I. und II. (Dritte Republik) Wahlperiode an.

## Leben und Beruf
Serafin arbeitete nach dem Besuch der Berufsschule ab 1970 als Schlosser bei „Polskie Zakłady Optyczne“, einem Hersteller optischer Geräte. Später bewirtschaftete er einen eigenen Bauernhof. Seit 1989 war er stellvertretender Vorsitzender der landesweiten Bauernorganisation „Krajowy Związek Rolników, Kółek i Organizacji Rolniczych“ (KZRKiOR), deren Vorsitz er seit 1999 innehat. Zwischenzeitlich war er auch Vizepräsident der europäischen Dachorganisation COPA-COGECA.

## Politische Laufbahn
Serafin wurde 1969 Mitglied der Polnischen Vereinigten Arbeiterpartei (PZPR). Für diese gehörte er von 1975 bis 1983 dem Gemeinderat von Góra Kalwaria an. Für die Regierungsparteien nahm er in verschiedenen Unterarbeitskreisen an den Beratungen des Runden Tisch teil. Bei der halbfreien Wahl zum Vertragssejm 1989 wurde er für die PZPR im Wahlkreis Lubliniec zum ersten Mal in den Sejm gewählt. Am Ende der Wahlperiode trat er zur Polskie Stronnictwo Ludowe (PSL) über. Bei der ersten vollständig freien Parlamentswahl 1991 und der Folgewahl 1993 wurde er jeweils (im Wahlkreis Częstochowa) für die PSL in den Sejm gewählt. Hingegen verpasste er bei den Parlamentswahlen 1997, 2001, 2005, 2007 und 2011 den Einzug in den Sejm, da die PSL jeweils im Wahlkreis Częstochowa keinen Sitz errang. Auch bei den Europawahlen 2004 und 2009 kandidierte er erfolglos.
Bei den Selbstverwaltungswahlen 1998 und 2002 wurde er jeweils in den Rat des Powiat Kłobucki gewählt. Hingegen verpasste er 2006 zunächst die Wiederwahl und rückte erst kurz vor Ende der Wahlperiode 2010 für einen verstorbenes Ratsmitglied nach. Bei den Selbstverwaltungswahlen 2010 wurde er in den Sejmik der Woiwodschaft Schlesien gewählt. Bei den Selbstverwaltungswahlen 2014 trat er nicht mehr an.

## Ehrungen
- Goldenes Verdienstkreuz der Republik Polen
- 2004 Offizier des Ordens Polonia Restituta[14]